# Интимный дневник
«Интимный Дневник» — сборник произведений белорусского писателя Максима Богдановича. Тираж составил 3500 экземпляров.

## Содержание
В книгу, изданную минским частным издательством «Радиола-плюс», вошли неоднократно печатавшиеся произведения белорусских классиков: стихи и переводы, черновики, очерки и письма. Название сборника дано ясно, чтобы привлечь внимание читателя. «Інтымным дзённікам» белорусские литературоведы называют 4 страницы карандашного текста, написанные поэтом в 1915 году в Крыму. Пока они толком не расшифрованы, и музей не спешит их печатать.

## Отзывы
Автор сборника Владимир Сивчиков утверждает, что в изданной им книге нет обмана читателя: «Подвоха нет. Я считаю, что вообще творчество Богдановича — это своего рода интимный дневник. И, конечно же, мы использовали раскрученный бренд, но, полагаю, мы не обманули читателя».
Идею подхватил театр: Сергей Ковалев написал пьесу, а режиссёр Виталий Барковский поставил «Интимный дневник», приписав поэту мысли, которых у него не было.
Предисловие к книге написал народный поэт Беларуси Рыгор Бородулин. Рецензент издания — кандидат филологических наук, заведующий кафедрой белорусского языка и литературы «Минского государственного лингвистического университета» Пётр Васюченко.